# Список выпусков телепередачи «Гордон»
Ниже приведён список выпусков научно-популярной авторской программы Александра Гордона, выходившей в ночном эфире на НТВ с сентября 2001 года по декабрь 2003 года.
| СПИСОК ПРОГРАММ | СПИСОК ПРОГРАММ  | СПИСОК ПРОГРАММ                                                    | СПИСОК ПРОГРАММ | СПИСОК ПРОГРАММ           |
| №               | Дата             | Тема                                                               | Гость | Категория                 |
| --------------- | ---------------- | ------------------------------------------------------------------ | --- | ------------------------- |
| 001             | 10 сентября 2001 | Сексуальность как сублимированное деторождение                     | Сергей Савельев — биолог, Александр Сосланд — психолог |                           |
| 002             | 11 сентября 2001 | Трагические события в США                                          | к. ф. н. Елена Супонина, Аркадий Дубнов — обозреватель, д. и. н. Эдуард Иванян, Самаль Джанаби — профессор РУДН                                                                                   | геополитика               |
| 003             | 12 сентября 2001 | Контекст современного философствования в России                    | Александр Пятигорский — философ, Валерий Подорога — философ | философия                 |
| 004             | 13 сентября 2001 | Философия боевика                                                  | Виталий Куренной — историк философии, Олег Аронсон — теоретик кино |                           |
| 005             | 17 сентября 2001 | Антропология стратегического                                       | д. иск. Олег Генисаретский, к. м. н. Леонид Кроль |                           |
| 006             | 18 сентября 2001 | Трансцендентальная схема экономических коллапсов, 1 часть          | Леонид Григорьев — экономист, д. ф. н. Руслан Хестанов | экономика                 |
| 007             | 19 сентября 2001 | Трансцендентальная схема экономических коллапсов, 2 часть          | Леонид Григорьев — экономист, д. ф. н. Руслан Хестанов | экономика                 |
| 008             | 20 сентября 2001 | Русское еврейство: 200 лет одиночества                             | д. и. н. Александр Степанский, д. ф. н. Матвей Гейзер, Лев Аннинский — писатель |                           |
| 009             | 24 сентября 2001 | Элитарное и массовое                                               | Олег Аронсон — искусствовед, философ, Борис Дубин — переводчик, социолог | искусство, социология     |
| 010             | 25 сентября 2001 | Природа бестселлера                                                | Роман Арбитман — исследователь детективного жанра, Абрам Рейтблат — социолог, ведущий научный сотрудник РГБ                                                                                       | искусство, литература     |
| 011             | 26 сентября 2001 | Преступления страсти: вариант Зюскинда                             | д. фил. н. Алексей Зверев — литературный критик | искусство, литература     |
| 012             | 27 сентября 2001 | Конъюнктура в искусстве                                            | Михаил Шемякин — скульптор, художник, Владимир Паперный — историк искусств | искусство                 |
| 013             | 1 октября 2001   | Кризис фундаментального знания                                     | д. ф. н. Вадим Руднев, к. ф. н. Александр Иванов | философия                 |
| 014             | 2 октября 2001   | Россия против России                                               | д. ф. н. Игорь Яковенко, д. и. н. Александр Янов | история                   |
| 015             | 3 октября 2001   | Восточный эрос и западный танатос                                  | д. ф. н. Артём Кобзев, д. ф. н. Валерий Подорога | культурология             |
| 016             | 4 октября 2001   | Ленин в современной культуре                                       | Дмитрий Гутов — художник, Анатолий Осмоловский — художник | искусство                 |
| 017             | 8 октября 2001   | Гипноз ислама                                                      | к. кул. Ольга Бессмертная, к. и. н. библейско-богословского института Св. Апостола Андрея Алексей Журавский                                                                                       | религия                   |
| 018             | 9 октября 2001   | Математика и современная картина Вселенной                         | д. ф.-м. н. Борис Воронов, д. ф.-м. н. Алексей Семихатов | математика                |
| 019             | 10 октября 2001  | Интерпретация в живописи                                           | Пьер Сулаж — художник-абстракционист, Михаил Сидлин — искусствовед, Жан Клод Маркаде — художественный критик                                                                                      | искусство                 |
| 020             | 11 октября 2001  | Космология — картина мира                                          | Владимир Липунов — астрофизик МГУ, профессор, Роман Багдасаров — исследователь традиционной культуры                                                                                              | астрономия, космология    |
| 021             | 15 октября 2001  | Ностратическая лингвистика                                         | член-корр. РАН, д. фил. н. Сергей Старостин — лингвист, компаративист, д. фил. н. Анна Дыбо — лингвист, компаративист, к. фил. н. Александр Милитарёв — лингвист, компаративист                   | лингвистика               |
| 022             | 18 октября 2001  | Бред величия                                                       | Иосиф Зислин — психиатр, д. ф. н. Вадим Руднев | психиатрия                |
| 023             | 22 октября 2001  | Поэтика и правда                                                   | Александр Жолковский — профессор университета Южной Калифорнии, филолог, лингвист и семиотик | искусство, литература     |
| 024             | 23 октября 2001  | Тёмная энергия                                                     | чл.-корр. РАН Алексей Старобинский | астрономия, космология    |
| 025             | 25 октября 2001  | Продолжение следует                                                | Олег Проскурин — филолог, историк литературы, Андрей Немзер — филолог, литературный критик | искусство, литература     |
| 026             | 29 октября 2001  | Вампиры и Дракула                                                  | д. фил. н. Татьяна Михайлова, к. фил. н. Михаил Одесский |                           |
| 027             | 30 октября 2001  | Гены и культура                                                    | д. псх. н. Надежда Лебедева, к. б. н. Светлана Боргинская | биология                  |
| 028             | 31 октября 2001  | Сталинская архитектура                                             | Владимир Паперный — писатель, дизайнер, искусствовед, культуролог, историк архитектуры, архитектурный критик, Григорий Ревзин — историк, искусствовед, архитектурный критик, журналист, колумнист | искусство                 |
| 029             | 1 ноября 2001    | Сталин как писатель                                                | к. фил. н. Леонид Кацис, Михаил Вайскопф — доктор философии Иерусалимского университета |                           |
| 030             | 5 ноября 2001    | Драма интерпретации                                                | к. иск. Марина Тимашева — театральный критик, к. фил. н. Элла Весперова — переводчик | искусство                 |
| 031             | 6 ноября 2001    | Механизмы памяти и забвения                                        | д. м. н. Константин Анохин, д. б. н. Павел Балабан | биология, нейробиология   |
| 032             | 8 ноября 2001    | Азбука революции                                                   | д. фил. н. Михаил Одесский, к. фил. н. Дмитрий Фельдман |                           |
| 033             | 12 ноября 2001   | В стекле                                                           | к. м. н. Леонид Кроль — психотерапевт, к. м. н. Сергей Попов, к. б. н. Андрей Чабовский |                           |
| 034             | 13 ноября 2001   | Реформа церкви                                                     | Михаил Ардов — писатель, публицист и клирик Российской православной автономной церкви, Иннокентий (Павлов) — священник                                                                            | религия                   |
| 035             | 14 ноября 2001   | Русский пациент                                                    | к. м. н. Александр Палеев — психотерапевт, к. ф. н. Сергей Зимовец — психоаналитик | психология                |
| 036             | 15 ноября 2001   | Агрессия сверчков (Истоки агрессивности)                           | д. б. н. Дмитрий Сахаров, к. б. н. Варвара Дьяконова | биология, энтомология     |
| 037             | 19 ноября 2001   | Норма в культуре                                                   | Николай Веракса — психолог, философ, Павел Пепперштейн — художник и писатель |                           |
| 038             | 22 ноября 2001   | Древнеегипетская Книга мёртвых                                     | Михаил Чегодаев — египтолог, к. и. н. Ольга Томашевич — египтолог | история, египтология      |
| 039             | 26 ноября 2001   | Нулевой меридиан                                                   | к. г. н. Дмитрий Замятин — метагеограф, Андрей Балдин — писатель, художник, главный редактор «Путевого журнала»                                                                                   | география                 |
| 040             | 27 ноября 2001   | Метафизика футбола                                                 | д. ф. н. Вадим Руднев, Алексей Плуцер-Сарно — философ, Юрий Лейдерман — художник | спорт                     |
| 041             | 3 декабря 2001   | Коровье бешенство                                                  | к. м. н. Виктор Райхель, д. м. н. Игорь Завалишин | медицина                  |
| 042             | 6 декабря 2001   | Мир как вакуум                                                     | д. ф.-м. н. Виталий Шелест, д. ф.-м. н. Ростислав Полищук | физика                    |
| 043             | 10 декабря 2001  | Пределы бесконечного                                               | д. ф.-м. н. Сергей Бешенков — зав. лаб. дидактики информатики ИСМО РАО, д. ф. н. Владимир Катасонов                                                                                               | философия                 |
| 044             | 11 декабря 2001  | Призвание варягов                                                  | д. и. н. Татьяна Джаксон, к. фил. н. Фёдор Успенский | история                   |
| 045             | 13 декабря 2001  | Красное и чёрное                                                   | д. фил. н. Татьяна Михайлова, Александр Гарусев — научный сотрудник МГУ | лингвистика               |
| 046             | 17 декабря 2001  | Психопатическая личность                                           | д. м. н. Марк Бурно, д. фил. н. Вадим Руднев | психиатрия                |
| 047             | 18 декабря 2001  | Конец науки                                                        | член-корр. РАН Леонид Пономарёв, академик РАН, д. ф. н. Вячеслав Стёпин, философ | философия                 |
| 048             | 19 декабря 2001  | Два мозга                                                          | д. б. н. Татьяна Черниговская, д. м. н. Константин Анохин | биология, нейробиология   |
| 049             | 20 декабря 2001  | Галлюцинации                                                       | Иосиф Зислин — психиатр, д. ф. н. Вадим Руднев | психиатрия                |
| 050             | 24 декабря 2001  | Христос из Кумрана?                                                | д. ф. н. Игорь Тантлевский — историк и библеист, Леонид Кацис — литературовед, библеист и химик                                                                                                   | религия                   |
| 051             | 25 декабря 2001  | Нищие духом                                                        | Григорий Померанц — писатель, философ, Зинаида Миркина — писатель, поэт | религия                   |
| 052             | 26 декабря 2001  | Церковь и государство                                              | доктор богословия Леон Тайван, Андрей Зубов — д. ист. н., профессор Института востоковедения РАН                                                                                                  | религия                   |
| 053             | 27 декабря 2001  | Анатомия старения                                                  | к. филос. н. Елена Петровская, д. б. н. Алексей Рязанов | биология                  |
| 054             | 14 января 2002   | Общество и ритуал                                                  | доктор богословия Леон Тайван, д. и. н. Андрей Зубов | культурология             |
| 055             | 15 января 2002   | Обрезание                                                          | раввин Зиновий Коган, Юрий Табак — религиовед, историк | религия                   |
| 056             | 16 января 2002   | Физика духа                                                        | д. ф.-м. н. Юрий Владимиров, к. ф.-м. н. Валерий Захаров |                           |
| 057             | 17 января 2002   | Евангелие от плащаницы                                             | Мария Чегодаева — искусствовед, Александр Беляков — физик | религия                   |
| 058             | 21 января 2002   | Смерть автора                                                      | Дмитрий Липскеров — писатель и драматург, д. фил. н. Алексей Зверев — филолог, литературный критик и переводчик                                                                                   | искусство, литература     |
| 059             | 22 января 2002   | Прогноз погоды                                                     | член-корр. РАН Никита Глазовский, д. г. н. Дмитрий Люри | геофизика, климатология   |
| 060             | 23 января 2002   | Поток времени                                                      | к. т. н. Игорь Дмитриевский, д. ф.-м. н. Владимир Горбачев | физика, время             |
| 061             | 24 января 2002   | Проект «Воскрешение»                                               | Светлана Семенова — философ, Валентин Никитин — богослов | философия, религия        |
| 062             | 28 января 2002   | Каббала и русское масонство                                        | Константин Бурмистров — историк, Мария Эндель — религиовед | религия                   |
| 063             | 29 января 2002   | Биологическая эволюция                                             | Николай Иорданский — биолог, Александр Раутиан — биолог | биология, эволюция        |
| 064             | 30 января 2002   | Феномен жизни                                                      | академик РАН Эрик Галимов, Сергей Варфоломеев — профессор | биология                  |
| 065             | 31 января 2002   | История и идеология                                                | д. фил. н. Андрей Зорин, историк и филолог, к. фил. н. Кирилл Рогов, историк и политолог | история                   |
| 066             | 4 февраля 2002   | Из лягушек в принцы                                                | д. м. н. Леонид Кроль, Михаил Пелехатый — тренер НЛП | психология                |
| 067             | 5 февраля 2002   | Виртуальные модели мира                                            | к. психол. н. Сергей Ениколопов, д. б. н. Татьяна Черниговская; |                           |
| 068             | 5 февраля 2002   | Хазары и Русь                                                      | д. и. н. Светлана Плетнёва, д. и. н. Владимир Петрухин | история                   |
| 069             | 7 февраля 2002   | Что есть время?                                                    | д. б. н. Александр Левич, д. биол. н., к. ф.-м. н. Александр Коганов | физика, время             |
| 070             | 11 февраля 2002  | Допинг                                                             | Виталий Семёнов, д. мед. н., директор Российского антидопингового центра, Савик Шустер — политический и спортивный журналист                                                                      | спорт                     |
| 071             | 12 февраля 2002  | Биогенез, физика, математика                                       | д. ф.-м. н. Владик Аветисов, д. ф.-м. н. Игорь Волович |                           |
| 072             | 13 февраля 2002  | Феномен жизни-2                                                    | академик РАН Эрик Галимов, Сергей Варфоломеев — профессор | биология                  |
| 073             | 14 февраля 2002  | Музыкальные смыслы                                                 | Татьяна Чередниченко — музыковед, культуролог, критик и журналист, Владимир Мартынов — композитор, музыковед и философ                                                                            | культурология             |
| 074             | 18 февраля 2002  | Лабиринты генетики                                                 | д. м. н. Леонид Корочкин, д. б. н. Мария Александрова | биология, генетика        |
| 075             | 21 февраля 2002  | Солнечный ветер                                                    | д. ф.-м. н. Гор Иванов-Холодный, к. ф.-м. н. Эдвард Кононович | астрономия                |
| 076             | 28 февраля 2002  | Биоизлучение                                                       | к. б. н. Владимир Воейков, д. т. н. Константин Коротков | биофизика                 |
| 077             | 4 марта 2002     | Биоэтика                                                           | Андрей Акопян — директор Республиканского центра репродукции человека, Борис Юдин — философ, директор Института человека РАН                                                                      | медицина                  |
| 078             | 5 марта 2002     | День дельфина                                                      | Всеволод Белькович — биолог, Александр Супин — биолог | биология, зоология        |
| 079             | 6 марта 2002     | Эволюционная теория пола                                           | д. б. н. Виген Геодакян — генетик, физико-химик, д. ф.-м. н. Валерий Иванов | биология, эволюция        |
| 080             | 7 марта 2002     | Мужское тело: от нагого к голому                                   | Игорь Кон — д. филос. н., Институт этнологии и антропологии РАН, Елена Петровская — сотрудник Института философии РАН, д. филол. н. Андрей Россиус                                                |                           |
| 081             | 11 марта 2002    | Интеллект и наследственность                                       | д. псх. н. Николай Веракса, к. псх. н. Инна Ревич-Щербо | биология, генетика        |
| 082             | 12 марта 2002    | Термоядерная реакция                                               | академик РАН Олег Крохин, академик РАН Роберт Нигматулин | энергетика                |
| 083             | 13 марта 2002    | Мужское и женское в языке                                          | д. фил. н. Максим Кронгауз, д. фил. н. Анна Дыбо | лингвистика               |
| 084             | 14 марта 2002    | Идея жизни и физика её воплощения                                  | д. ф.-м. н. Владимир Горбачев, к. т. н. Михаил Штеренберг |                           |
| 085             | 18 марта 2002    | Депопуляция                                                        | д. ф. н. Анатолий Антонов — социолог и демограф, д. и. н. Игорь Бестужев-Лада — историк, социолог и футуролог                                                                                     | социология                |
| 086             | 19 марта 2002    | Квантовые компьютеры и модели сознания                             | д. ф.-м. н. Игорь Волович, Андрей Хренников — профессор, Директор центра математического моделирования                                                                                            | физика, квантовая         |
| 087             | 20 марта 2002    | Книга перемен                                                      | к. и. н. Андрей Крушинский', д. и. н. Павел Кожин |                           |
| 088             | 21 марта 2002    | Лавка древностей                                                   | Александр Копировский, искусствовед, церковный археолог, д. и. н. Леонид Беляев | религия                   |
| 089             | 25 марта 2002    | Происхождение древнерусского города                                | академик РАН Валентин Янин, член-корр. РАН Валентин Седов, член-корр. РАН Николай Макаров | история                   |
| 090             | 26 марта 2002    | Природа сна                                                        | д. б. н. Владимир Ковальзон, д. м. н. Яков Левин | биология                  |
| 091             | 27 марта 2002    | Антропология Христа                                                | Георгий Кочетков — священник, Григорий Гутнер — философ | религия                   |
| 092             | 28 марта 2002    | Наука бессмертия                                                   | член-корр. РАН, д. б. н. Левон Чайлахян, к. ф.-м. н. Алексей Карнаухов |                           |
| 093             | 1 апреля 2002    | Концепты детства                                                   | Сергей Зимовец — ректор Московского института психоанализа, Павел Пепперштейн — писатель и художник, Вадим Руднев — филолог.                                                                      | психология                |
| 094             | 2 апреля 2002    | Пунктирный человек                                                 | Дмитрий Леонтьев и Сергей Братченко — психологи | психология                |
| 095             | 8 апреля 2002    | Природа бестселлера (повтор)                                       | Роман Арбитман, исследователь детективного жанра; Абрам Рейтблат, социолог, ведущий научный сотрудник РГБ                                                                                         | искусство, литература     |
| 096             | 9 апреля 2002    | Моисей: испытание возвращением                                     | Жан Бло — писатель, президент французского ПЕН-клуба, к. фил. н. Андрей Десницкий | религия                   |
| 097             | 11 апреля 2002   | Поэтика и правда (повтор)                                          | Александр Жолковский — профессор университета Ю. Калифорнии, филолог, лингвист и семиотик | искусство, литература     |
| 098             | 15 апреля 2002   | Эволюционная теория пола (повтор)                                  | д. б. н. Виген Геодакян, д. ф.-м. н. Валерий Иванов | биология, эволюция        |
| 099             | 16 апреля 2002   | Демографический исход (Восстание масс)                             | д. ф.-м. н. Сергей Капица — демограф, телеведущий и популяризатор науки, д. и. н. Игорь Бестужев-Лада — историк, социолог и футуролог                                                             | социология                |
| 100             | 17 апреля 2002   | Россия без Голливуда                                               | д. иск. Михаил Швыдкой — министр культуры России, Джон Дейли — американский кинопродюсер | искусство, кино           |
| 101             | 18 апреля 2002   | 100 (Юбилейный выпуск программы)                                   | Сергей Шанович — главный дизайнер НТВ | *спецвыпуск*              |
| 102             | 22 апреля 2002   | Антарктида — ледниковое озеро                                      | академик РАН, д. г. н. Владимир Котляков — гляциолог и географ, член-корр. РАН, д. г. н. Игорь Зотиков — гляциолог и полярник                                                                     | геология                  |
| 103             | 25 апреля 2002   | Морфология синапсов                                                | д. б. н. Виктор Попов | биология                  |
| 104             | 29 апреля 2002   | Страх перед женским телом                                          | д. фил. н. Андрей Топорков, д. фил. н. Александр Строев |                           |
| 105             | 6 мая 2002       | Комиссия по чудесам                                                | Павел Флоренский — д. г.-м. н., председатель комиссии по чудесам РПЦ, к. ф.-м. н. Валерий Захаров                                                                                                 |                           |
| 106             | 7 мая 2002       | Пасха                                                              | Юрий Табак — историк-религиовед, Юрий Рубан — историк-религиовед | религия                   |
| 107             | 13 мая 2002      | Теория суперструн                                                  | академик РАН, д. ф.-м. н. Валерий Рубаков, д. ф.-м. н. Дмитрий Гальцов | физика, теории гравитации |
| 108             | 14 мая 2002      | Причина времени                                                    | к. г. н. Геннадий Аксенов, д. б. н. Александр Левич | физика, время             |
| 109             | 16 мая 2002      | Границы Вселенной (Происхождение Вселенной)                        | д. ф.-м. н. Виктор Первушин, д. ф.-м. н. Борис Барбашов | астрономия, космология    |
| 110             | 20 мая 2002      | Землетрясение                                                      | член-корр. РАН Александр Соловьёв, член-корр. РАН Алексей Николаев | геология                  |
| 111             | 21 мая 2002      | Квантовая телепортация                                             | Луиджи Аккарди — профессор Римского Университета, д. ф.-м. н. Игорь Волович | физика, квантовая физика  |
| 112             | 22 мая 2002      | Сверхтяжёлые элементы                                              | член.-корр. РАН Юрий Оганесян, д. ф.-м. н. Михаил Иткис | ядерная физика            |
| 113             | 23 мая 2002      | Диалектика кванта                                                  | д. ф.-м. н. Владимир Манько | физика, квантовая физика  |
| 114             | 27 мая 2002      | Скверный анекдот                                                   | Елена Шмелёва — филолог, Алексей Шмелёв — филолог | филология                 |
| 115             | 28 мая 2002      | Принцип Левинталя (Парадокс Левинталя)                             | д. ф.-м. н. Владик Аветисов, к. ф.-м. н. Альберт Бикулов | биофизика                 |
| 116             | 29 мая 2002      | Эволюционная экономика                                             | д. ф.-м. н. Дмитрий Чернавский, академик РАН, д. э. н. Владимир Маевский. | экономика                 |
| 117             | 30 мая 2002      | Эпидемиология алкоголизма                                          | д. м. н. Александр Немцов — психиатр | социология                |
| 118             | 3 июня 2002      | Лики времени                                                       | д. б. н. Симон Шноль — биофизик |                           |
| 119             | 4 июня 2002      | Культура и мозг                                                    | д. б. н. Татьяна Черниговская — профессор СПбГУ, Пеэтер Тульвисте — профессор Тартуского университета                                                                                             | биология                  |
| 120             | 5 июня 2002      | Социум у приматов                                                  | д. б. н. Марина Бутовская, д. и. н. Андрей Коротаев | биология                  |
| 121             | 6 июня 2002      | Шаровая молния                                                     | академик РАН, д. ф.-м. н. Самвел Самвелович Григорян. | геофизика                 |
| 122             | 19 августа 2002  | СССР — США: конец истории                                          | академик РАН Вячеслав Иванов, филолог и историк искусства, академик РАН и РАМН Андрей Воробьёв, д. и. н. Сергей Караганов                                                                         | геополитика               |
| 123             | 20 августа 2002  | Почему вымерли мамонты?                                            | к. б. н. Алексей Тихонов, к. б. н. Павел Пучков | биология, палеонтология   |
| 124             | 21 августа 2002  | Храм Христа Спасителя                                              | Григорий Козлов — историк искусства из Кёльна | религия                   |
| 125             | 22 августа 2002  | Климат: глобальное потепление                                      | академик РАН Георгий Голицын, член-корр. РАН Михаил Кузьмин | геофизика, климатология   |
| 126             | 26 августа 2002  | Жизнь вне Земли…?                                                  | д. ф.-м. н. Леонид Ксанфомалити, д. ф.-м. н. Сергей Капица | астрономия                |
| 127             | 27 августа 2002  | Физика и свобода воли                                              | д. ф.-м. н. Ростислав Полищук, к. б. н. Борис Режабек | физика, квантовая         |
| 128             | 28 августа 2002  | Секты                                                              | Борис Фаликов — историк, Георгий Кочетков [[]]— священник | религия                   |
| 129             | 29 августа 2002  | Нейроэволюция                                                      | член-корр. РАМН, д. м. н. Константин Анохин | биология, нейробиология   |
| 130             | 2 сентября 2002  | Интеллект муравьёв                                                 | д. б. н. Жанна Резникова, д. т. н. Борис Рябко | биология, энтомология     |
| 131             | 3 сентября 2002  | Астероиды и метеориты                                              | академик РАН Самвел Григорян | астрономия                |
| 132             | 4 сентября 2002  | Сквернословие                                                      | Анатолий Баранов, к. фил. н. Владимир Беликов | филология                 |
| 133             | 5 сентября 2002  | Движение континентов                                               | член-корр. РАН Никита Богданов, д. г.-м. н. Николай Короновский | геология                  |
| 134             | 9 сентября 2002  | Антарктида: климат                                                 | академик РАН Владимир Котляков, член-корр. РАН Игорь Зотиков | геофизика, климатология   |
| 135             | 10 сентября 2002 | Постсоветизм                                                       | Александр Зиновьев — философ и писатель |                           |
| 136             | 11 сентября 2002 | Трансформация элементов (Алхимия)                                  | д. ф.-м. н. Леонид Уруцкоев, Жорж Лошак — профессор (Франция) | альтернативная наука      |
| 137             | 12 сентября 2002 | Интуиция                                                           | д. и. н. Алексей Маслов, Дмитрий Попов — историк культуры |                           |
| 138             | 16 сентября 2002 | Квантовый регулятор клетки                                         | Ефим Либерман — биофизик, Дмитрий Машков — биолог | биофизика                 |
| 139             | 17 сентября 2002 | Поиск внеземных цивилизаций                                        | Владимир Сурдин и Лев Гиндилис — астрономы | астрономия                |
| 140             | 18 сентября 2002 | Голоса                                                             | Лев Шилов — историк литературы, звукоархивист | искусство, литература     |
| 141             | 19 сентября 2002 | Голоса…[продолжение]                                               | Лев Шилов — историк литературы, звукоархивист | искусство, литература     |
| 142             | 23 сентября 2002 | Христос: версии жизни и смерти                                     | Анастасия Скогорева — историк и журналист, Борис Деревенский — историк и писатель. | религия                   |
| 143             | 24 сентября 2002 | Человек и Солнце                                                   | д. ф.-м. н. Виктор Ораевский, д. м. н. Семён Рапопорт. | геофизика                 |
| 144             | 25 сентября 2002 | Нелинейный мир                                                     | д. ф.-м. н. Галина Ризниченко, к. ф.-м. н. Владимир Буданов — физик, философ | философия                 |
| 145             | 26 сентября 2002 | Восприятие красоты                                                 | академик РАН и РАМН Игорь Шевелёв | биология, нейробиология   |
| 146             | 30 сентября 2002 | Мифологема пира                                                    | к. филос. н. Андрей Игнатьев — социолог, д. филос. н. Леонид Ионин | культурология             |
| 147             | 1 октября 2002   | Преодоление язычества                                              | к. б. н. Александр Борисов — протоиерей, д. ф. н., к. пол. н. Али Вячеслав Полосин | религия                   |
| 148             | 2 октября 2002   | Синдром гиперактивности                                            | д. м. н. Юрий Шевченко | психология                |
| 149             | 3 октября 2002   | Странности квантового мира                                         | д. ф.-м. н. Михаил Менский, Лев Вайдман — профессор Тель-Авивского университета | физика, квантовая физика  |
| 150             | 7 октября 2002   | Редактирование истории                                             | Юрий Буранов — историк | история                   |
| 151             | 8 октября 2002   | Биотерроризм                                                       | академик РАМН Анатолий Воробьёв, академик РАН Евгений Свердлов | медицина                  |
| 152             | 9 октября 2002   | Код идентичности                                                   | Павел Иванов — генетик | биология, генетика        |
| 153             | 10 октября 2002  | Код идентичности [продолжение]                                     | д. б. н. Лев Животовский, д. б. н. Евгений Рогаев | биология, генетика        |
| 154             | 14 октября 2002  | Метафизика бренда                                                  | Виктор Сергеев — историк, Самвел Аветисян — маркетолог |                           |
| 155             | 15 октября 2002  | Великая Отечественная как гражданская                              | Николай Коняев — историк, Юрий Цурганов — историк | история                   |
| 156             | 16 октября 2002  | Мышление о мышлении                                                | Александр Пятигорский — философ, Владимир Калиниченко — философ | философия                 |
| 157             | 17 октября 2002  | Квантовая математика                                               | д. ф.-м. н. Александр Хелемский | физика, квантовая физика  |
| 158             | 21 октября 2002  | Зелёная химия                                                      | член-корр. РАН, д. б. н. Владимир Дебабов, д. х. н. Сергей Варфоломеев | энергетика                |
| 159             | 22 октября 2002  | Квантовые игры                                                     | Лев Вайдман — профессор Тель-Авивского университета, д. ф.-м. н. Михаил Менский | физика, квантовая физика  |
| 160             | 28 октября 2002  | Евангелие от Иоанна                                                | Георгий Чистяков — священник | религия                   |
| 161             | 29 октября 2002  | Структура Вакуума                                                  | к. ф.-м. н. Григорий Верешков — физик | физика                    |
| 162             | 30 октября 2002  | Символы пространства                                               | Александр Подосинов — историк | культурология             |
| 163             | 31 октября 2002  | Стволовые клетки человека                                          | член-корр. РАН, д. м. н. Леонид Корочкин, член-корр. РАМН Геннадий Сухих | медицина                  |
| 164             | 4 ноября 2002    | Мышление животных и культура                                       | д. и. н. Марина Бутовская, д. б. н. Зоя Зорина | биология                  |
| 165             | 5 ноября 2002    | Моделирование происхождения интеллекта                             | Владимир Редько и Михаил Бурцев — математики | биология                  |
| 166             | 10 ноября 2002   | Философия денег                                                    | д. э. н. Александр Аузан, д. э. н. Андрей Глушецкий | экономика                 |
| 167             | 11 ноября 2002   | Когнитивная наука                                                  | д. б. н., д. фил. н. Татьяна Черниговская, д. псх. н.Борис Величковский | биология                  |
| 168             | 12 ноября 2002   | Микроскопические феномены спина                                    | д. ф.-м. н. Юрий Лоскутов | физика, теории гравитации |
| 169             | 14 ноября 2002   | Парниковая катастрофа                                              | к. ф.-м. н. Алексей Карнаухов, д. ф.-м. н. Владимир Липунов | геофизика, климатология   |
| 170             | 18 ноября 2002   | Наука и гипотеза                                                   | д. ф.-м. н. Леонид Уруцкоев, член-корр. РАН Леонид Пономарев | философия                 |
| 171             | 19 ноября 2002   | Формула рака                                                       | д. б. н. Андрей Лучник | медицина                  |
| 172             | 20 ноября 2002   | Иммунотерапия рака                                                 | д. м. н. Михаил Киселевский — иммунолог | медицина                  |
| 173             | 21 ноября 2002   | Миры Андрея Платонова                                              | член-корр. РАН, д. фил. н. Наталья Корниенко — филолог, к. фил. н. Евгений Яблоков — филолог | искусство, литература     |
| 174             | 25 ноября 2002   | Физические поля человека                                           | д. ф.-м. н. Эдуард Годик, академик РАН, д. ф.-м. н. Юрий Гуляев | биофизика                 |
| 175             | 26 ноября 2002   | Творец и творение                                                  | раввин Михаэль Лайтман — каббалист | религия                   |
| 176             | 27 ноября 2002   | Природа смеха                                                      | Григорий Кружков — поэт, переводчик |                           |
| 177             | 28 ноября 2002   | Чёрные курильщики                                                  | член-корр. РАН, д. б. н. Владимир Малахов — зоолог, к. б. н. Андрей Гебрук — океанолог | биология                  |
| 178             | 2 декабря 2002   | Гипноз и сознание                                                  | член-корр. РАН, д. псх. н. Виктор Петренко,, Владимир Кучеренко — психолог, психотерапевт | психология                |
| 179             | 3 декабря 2002   | Биосфера и ноосфера                                                | д. геогр. н. Сергей Горшков, д. г.-м. н. Георгий Наумов | биология, экология        |
| 180             | 4 декабря 2002   | 25-й кадр                                                          | д. техн. н. Светлана Немцова — психолог, д. псх. н. Чингиз Измайлов — психофизиолог. | психология                |
| 181             | 5 декабря 2002   | Запрограммированная смерть                                         | академик РАН, д. б. н. Владимир Скулачёв — биохимик | биология                  |
| 182             | 9 декабря 2002   | Малые дозы радиации                                                | Давид Спитковский и Владимир Шевченко — радиобиологи. | биология                  |
| 183             | 10 декабря 2002  | Вечная мерзлота                                                    | д. г. н. Вячеслав Конищев | геология                  |
| 184             | 15 декабря 2002  | Диалектическое мышление                                            | Николай Веракса и Игорь Шиян — психологи | философия                 |
| 185             | 16 декабря 2002  | Технология творчества: Данелия                                     | Георгий Данелия — кинорежиссёр | кинематограф, кино        |
| 186             | 17 декабря 2002  | Технология творчества: Шемякин                                     | Михаил Шемякин — художник | искусство                 |
| 187             | 18 декабря 2002  | Технология творчества: Чухонцев                                    | Олег Чухонцев — поэт | искусство, литература     |
| 188             | 19 декабря 2002  | Технологии творчества: Норштейн                                    | Юрий Норштейн — кинорежиссёр, художник, мультипликатор | искусство, кино           |
| 189             | 23 декабря 2002  | Истоки происхождения сознания                                      | член-корр. РАН Левон Чайлахян, Леонид Чекалов — зритель из Самары |                           |
| 190             | 24 декабря 2002  | Креационизм и эволюция                                             | Сергей Ивницкий — биолог, Сергей Дмитриев — зритель из Одессы | философия                 |
| 191             | 25 декабря 2002  | Миры и Вселенные                                                   | к. ф.-м. н. Александр Берков, Владимир Осипов — школьный учитель | альтернативная наука      |
| 192             | 26 декабря 2002  | Язык физики                                                        | Сергей Шилов, Андрей Севидов | семиотика                 |
| 193             | 30 декабря 2002  | Сексуальная жизнь божьей коровки                                   | член-корр. РАН Илья Захаров | биология, энтомология     |
| 194             | 4 января 2003    | Технология творчества: Шанович, Шмидт                              | Сергей Шанович — арт-директор НТВ, Маркус Шмидт — телевизионный дизайнер из Германии | телевидение, дизайн       |
| 195             | 5 января 2003    | Технология творчества: Леонович                                    | Владимир Леонович — поэт и переводчик | искусство, литература     |
| 196             | 13 января 2003   | Поисковое поведение животных                                       | Валентин Непомнящих — биолог, Александр Жданов — математик | биология, математика      |
| 197             | 14 января 2003   | Феномен близнецов                                                  | Евгений Лильин, д. мед. н., Марина Егорова — психолог |                           |
| 198             | 15 января 2003   | Стрела времени                                                     | к. ф.-м. н. Юрий Кухаренко | физика, квантовая физика  |
| 199             | 16 января 2003   | Личность преступника                                               | Валерия Мухина и Михаил Дебольский — психологи | психология                |
| 200             | 20 января 2003   | Квантовая гравитация                                               | д. ф.-м. н. Алексей Старобинский, д. ф.-м. н. Дмитрий Гальцов | физика, теории гравитации |
| 201             | 21 января 2003   | Релятивистская теория гравитации                                   | академик РАН, д. ф.-м. н. Анатолий Логунов | физика, теории гравитации |
| 202             | 22 января 2003   | Модель Вселенной                                                   | академик РАН, д. ф.-м. н. Самвел Григорян | астрономия, космология    |
| 203             | 23 января 2003   | Земля и гравитация                                                 | чл.-корр. РАН, д. ф.-м. н. Юрий Авсюк, д. г.-м. н. Виктор Шолпо | физика, теории гравитации |
| 204             | 27 января 2003   | Гений и безумие                                                    | академик РАМН Александр Тиганов | психиатрия                |
| 205             | 28 января 2003   | Эпигенетика                                                        | Эдриан Бёрд — профессор Эдинбургского университета, Егор Прохорчук — биолог | биология, генетика        |
| 206             | 29 января 2003   | Становление древнерусского государства                             | Андрей Дворниченко — историк, Владимир Петрухин — историк | история                   |
| 207             | 30 января 2003   | Нравы древней Руси                                                 | Андрей Юрганов — историк, Андрей Каравашкин — филолог. | история                   |
| 208             | 3 февраля 2003   | Биоакустика                                                        | Елена и Илья Володины — биологи | биология, зоология        |
| 209             | 4 февраля 2003   | Сущность и ценность права                                          | академик РАН Владик Нерсесянц |                           |
| 210             | 5 февраля 2003   | Мифологизация истории                                              | д. и. н. Ирина Свенцицкая, д. и. н. Михаил Бойцов | история                   |
| 211             | 6 февраля 2003   | Экология геофизических полей                                       | Вячеслав Никифоров — географ, Андрей Гусев — эксперт службы безопасности полётов | геофизика                 |
| 212             | 10 февраля 2003  | Жизнь звёздных систем                                              | д. ф.-м. н. Алексей Расторгуев, к. ф.-м. н. Владимир Сурдин | астрономия                |
| 213             | 11 февраля 2003  | Технология творчества: Бакши                                       | Александр Бакши — композитор | искусство                 |
| 214             | 12 февраля 2003  | Раскол                                                             | Елена Белякова и Алексей Юдин — историки | история, религия          |
| 215             | 13 февраля 2003  | Биогенная нефть                                                    | академик РАН Анатолий Дмитриевский, академик РАН Алексей Конторович | энергетика                |
| 216             | 17 февраля 2003  | Нанохимия                                                          | Игорь Мелихов и Виктор Божевольнов — химики | химия                     |
| 217             | 18 февраля 2003  | Неформальное христианство                                          | Евгения Смагина — филолог, Глеб Ястребов — историк | религия                   |
| 218             | 19 февраля 2003  | Братья Вавиловы                                                    | д. б. н. Симон Шноль |                           |
| 219             | 24 февраля 2003  | Культ змеи                                                         | Александр Гура — филолог , Алексей Соколов — зоолог. | культурология             |
| 220             | 25 февраля 2003  | Великое Княжество Литовское                                        | Андрей Дворниченко — историк | история                   |
| 221             | 26 февраля 2003  | Юродивые                                                           | Сергей Иванов и Виктор Живов — историки | история                   |
| 222             | 27 февраля 2003  | Свобода                                                            | д. филос. н. Рубен Апресян и к. филос. н. Давид Гзгзян | философия                 |
| 223             | 3 марта 2003     | Теории антропогенеза                                               | Александр Зубов — антрополог | биология, антропология    |
| 224             | 4 марта 2003     | Генетическая история человечества                                  | Эльза Хуснутдинова и Лев Животовский — генетики | биология, генетика        |
| 225             | 5 марта 2003     | Сотворение человека                                                | Владимир Якобсон — историк , Михаил Селезнёв — филолог | религия                   |
| 226             | 6 марта 2003     | Древо языков                                                       | Сергей Старостин — филолог, Александр Милитарев — филолог | лингвистика               |
| 227             | 11 марта 2003    | Биологическое разнообразие                                         | академик РАН Александр Алимов — биолог, Дмитрий Гельтман — биолог | биология                  |
| 228             | 12 марта 2003    | Мифология повседневности                                           | Александр Панченко и Константин Богданов — филологи |                           |
| 229             | 17 марта 2003    | Синергетика                                                        | чл.-корр. РАН, д. ф.-м. н. Сергей Курдюмов, д. ф.-м. н. Георгий Малинецкий | философия                 |
| 230             | 18 марта 2003    | Загадки детских рисунков                                           | Александр Венгер — психолог | психология                |
| 231             | 19 марта 2003    | Страх                                                              | Александр Тхостов — психолог, Павел Тищенко — философ |                           |
| 232             | 24 марта 2003    | Онтогенез хищных млекопитающих                                     | Ясон Бадридзе и Никита Овсяников — биологи | биология, зоология        |
| 233             | 25 марта 2003    | Поиски чёрных дыр                                                  | д. ф.-м. н. Дмитрий Гальцов, д. ф.-м. н. Анатолий Черепащук | астрономия                |
| 234             | 26 марта 2003    | Природа запаха                                                     | Эдуард Зинкевич — химик | биохимия                  |
| 235             | 27 марта 2003    | Теория резонансного пения                                          | Владимир Морозов — профессор Московской государственной консерватории | культурология             |
| 236             | 31 марта 2003    | Ринограденции                                                      | к. б. н. Софья Степаньянц, член-корр. РАН Владимир Малахов | биология                  |
| 237             | 1 апреля 2003    | Ископаемые ящеры                                                   | Владимир Алифанов — палеонтолог, Алексей Лопатин — палеонтолог | биология, палеонтология   |
| 238             | 2 апреля 2003    | Гравитация и космология                                            | Александр Петров — астрофизик, Владимир Липунов — астрофизик | физика, теории гравитации |
| 239             | 3 апреля 2003    | Технологии виртуальной реальности                                  | Александр Томилин — математик, Валерий Афанасьев — математик | философия, математика     |
| 240             | 7 апреля 2003    | Клональные позвоночные                                             | Екатерина и Виктор Васильевы — биологи | биология, эволюция        |
| 241             | 9 апреля 2003    | Экономическое пространство будущего                                | Сергей Артоболевский — географ, Андрей Трейвиш — географ |                           |
| 242             | 14 апреля 2003   | Формула эмоций                                                     | Владимир Раевский — биолог |                           |
| 243             | 15 апреля 2003   | Внутреннее строение Земли                                          | д. г-м. н. Арнольд Кадик, д. г-м. н. Олег Кусков | геология                  |
| 244             | 16 апреля 2003   | Физика и метафизика                                                | д. ф-м. н. Юрий Владимиров, д. ф-м. н. Владимир Кречет | физика, философия         |
| 245             | 17 апреля 2003   | Михаил Булгаков                                                    | Мариэтта Чудакова — филолог, Владимир Немцев — филолог | искусство, литература     |
| 246             | 21 апреля 2003   | Гордон                                                             | | *спецвыпуск*              |
| 247             | 28 апреля 2003   | Размерность пространства в микромире                               | Эдуард Боос — физик, Игорь Волобуев — физик | физика                    |
| 248             | 29 апреля 2003   | Формы жизни бактерий                                               | Михаил Иванов — микробиолог, Саббит Абызов — биолог | биология, микробиология   |
| 249             | 30 апреля 2003   | Отражение Апокалипсиса                                             | Леонид Кацис — филолог | искусство                 |
| 250             | 12 мая 2003      | Регресс в эволюции многоклеточных                                  | Владимир Алешин — биолог | биология, эволюция        |
| 251             | 13 мая 2003      | Художественная антропология                                        | Валерий Мильдон — филолог | искусство, литература     |
| 252             | 14 мая 2003      | Сталин                                                             | Борис Илизаров — историк | история                   |
| 253             | 15 мая 2003      | Космос будущего                                                    | д. ф-м. н. Георгий Гречко, д. ф-м. н. Александр Платонов | астрономия                |
| 254             | 19 мая 2003      | РНК-мир                                                            | д. б. н. Алексей Рязанов | биология, генетика        |
| 255             | 20 мая 2003      | Асимметрия и возникновение жизни                                   | д. ф-м. н. Владик Аветисов, д. х. н. Рэм Костяновский | биохимия                  |
| 256             | 21 мая 2003      | Живая и неживая материя                                            | Мстислав Крылов — биолог, Михаил Либенсон — физик | биохимия                  |
| 257             | 22 мая 2003      | Возникновение биологической информации                             | д. ф-м. н. Дмитрий Чернавский — физик, биолог и экономист, Нина Чернавская — биолог | биохимия                  |
| 258             | 26 мая 2003      | Виртуальное картографирование                                      | Александр Берлянт, географ | география                 |
| 259             | 27 мая 2003      | Великое молчание Вселенной                                         | д. ф.-м. н. Владимир Липунов, д. ф.-м. н. Александр Тутуков | астрономия                |
| 260             | 28 мая 2003      | Третий тайм                                                        | Савик Шустер — журналист, Александр Ткаченко — писатель, Виктор Прокопенко — футбольный тренер | спорт                     |
| 261             | 29 мая 2003      | Модели эффекта Харста                                              | Вячеслав Найденов — математик, Ирина Кожевникова — математик | геофизика                 |
| 262             | 2 июня 2003      | Истоки этноса                                                      | д. г. н. Павел Долуханов | этнография                |
| 263             | 3 июня 2003      | Программирование недетерминированных игр                           | Борис Мельников — математик, Алексей Радионов — математик | информатика               |
| 264             | 4 июня 2003      | Гравитационные волны                                               | Владимир Брагинский — физик, Михаил Сажин — физик | астрономия, космология    |
| 265             | 5 июня 2003      | Коммуникация у птиц                                                | Владимир Иваницкий — биолог | биология, зоология        |
| 266             | 10 июня 2003     | Возникновение биосферы                                             | академик РАН Георгий Заварзин | биология, эволюция        |
| 267             | 11 июня 2003     | Витгенштейн и современная философия                                | Вадим Руднев — философ, Олег Аронсон — философ | философия                 |
| 268             | 16 июня 2003     | Доказательность в математике                                       | академик РАН, д. ф.-м. н. Юрий Ершов | математика                |
| 269             | 17 июня 2003     | Суперпарамагнетизм                                                 | Анатолий Звездин — физик, Константин Звездин — физик | физика                    |
| 270             | 18 июня 2003     | Нейробиологические механизмы агрессии                              | д. б. н. Наталия Кудрявцева | биология, нейробиология   |
| 271             | 19 июня 2003     | Зачем философия?                                                   | Анатолий Ахутин — философ, Владимир Калиниченко — философ | философия                 |
| 272             | 23 июня 2003     | Фотосинтез и флуоресценция                                         | член-корр. РАН Андрей Рубин — биофизик, | биохимия                  |
| 273             | 24 июня 2003     | Математика и ботаника                                              | Алексей Оскольский — биолог, Дмитрий Соколов — математик | биология, ботаника        |
| 274             | 25 июня 2003     | Вселенная и Человек                                                | Юрий Ефремов — астрофизик, Артур Чернин — астрофизик | астрономия, космология    |
| 275             | 26 июня 2003     | Иуда: версии предательства                                         | Валентина Кузнецова — текстолог-переводчик, Яков Кротов — историк | религия                   |
| 276             | 5 августа 2003   | Квантовая космология                                               | Андрей Гриб — физик, Михаил Фильченков — физик | астрономия, космология    |
| 277             | 6 августа 2003   | Динамическая нестабильность воды                                   | Дмитрий Селивановский — физик, Владимир Воейков — биолог | биология, гидробиология   |
| 278             | 7 августа 2003   | Окраска рыб                                                        | Александр Микулин — биолог, Жерар Черняев — биолог | биология, зоология        |
| 279             | 12 августа 2003  | Молекулы и информация                                              | член-корр. РАН Лев Грибов | информатика               |
| 280             | 13 августа 2003  | Критическая солёность                                              | Владислав Хлебович — биолог, Вадим Фёдоров — биолог | биология, гидробиология   |
| 281             | 14 августа 2003  | Боги Древнего Египта                                               | Элеонора Кормышева — египтолог, Андрей Зубов — историк | история, египтология      |
| 282             | 19 августа 2003  | Перенос излучения                                                  | Юрий Барабаненков — физик | физика                    |
| 283             | 20 августа 2003  | Дно океана                                                         | академик РАН Александр Лисицын | геология                  |
| 284             | 21 августа 2003  | Погода и биржевые цены                                             | д. ф.-м. н. Алексей Бялко | геофизика, климатология   |
| 285             | 26 августа 2003  | Гамма-всплески                                                     | Борис Штерн — астрофизик, Алексей Позаненко — астрофизик | астрономия                |
| 286             | 27 августа 2003  | Паразиты в живых системах                                          | Людмила Гиченок — биолог, Сергей Беэр — биолог | биология                  |
| 287             | 28 августа 2003  | Сакральная физика                                                  | Юрий Кулаков — физик | физика, философия         |
| 288             | 1 сентября 2003  | Эффекты сверхмалых доз                                             | Елена Бурлакова — биолог | биохимия                  |
| 289             | 2 сентября 2003  | Рождение художественного текста                                    | Наталья Великанова — филолог | искусство, литература     |
| 290             | 3 сентября 2003  | Предел времени                                                     | Ростислав Полищук — физик, Юрий Шалаев — физик | физика, время             |
| 291             | 8 сентября 2003  | Солнечная система                                                  | член-корр. РАН Михаил Маров | астрономия                |
| 292             | 9 сентября 2003  | Луна                                                               | Владислав Шевченко — астрофизик | астрономия                |
| 293             | 11 сентября 2003 | 911                                                                | д. э. н. Владислав Иноземцев — экономист и социолог | геополитика               |
| 294             | 15 сентября 2003 | Солнечная активность                                               | Владимир Обридко — физик | астрономия                |
| 295             | 16 сентября 2003 | Венера                                                             | Александр Базилевский, д. геолого-минерал. н., Борис Иванов, д. ф-м. н. | астрономия                |
| 296             | 17 сентября 2003 | Судьбы планет                                                      | Леонид Ксанфомалити — астрофизик | астрономия                |
| 297             | 22 сентября 2003 | Астероидная опасность                                              | Георгий Ефимов — астрофизик, Леонид Латышев — астрофизик | астрономия                |
| 298             | 23 сентября 2003 | Грибы                                                              | Юрий Дьяков — биолог, Елена Феофилова — биолог | биология                  |
| 299             | 24 сентября 2003 | Класс интеллектуалов                                               | д. э. н. Владислав Иноземцев — экономист и социолог | социология                |
| 300             | 29 сентября 2003 | Математика нелинейного мира                                        | Александр Виноградов — математик | математика                |
| 301             | 30 сентября 2003 | Синхротронное излучение                                            | Виталий Михайлин — физик, Владислав Халилов — физик | физика                    |
| 302             | 1 октября 2003   | Этология любви                                                     | д. и. н. Марина Бутовская — антрополог | биология                  |
| 303             | 7 октября 2003   | Парадигма современной генетики                                     | член-корр. РАН Леонид Корочкин | биология, генетика        |
| 304             | 8 октября 2003   | Нейтрино                                                           | Владимир Лобашёв — физик, Семен Герштейн — физик | физика,                   |
| 305             | 9 октября 2003   | Миграции индоевропейцев                                            | академик РАН Вячеслав Иванов | этнография                |
| 306             | 15 октября 2003  | Квантовый мир и сознание                                           | Михаил Менский — физик | физика, квантовая физкика |
| 307             | 16 октября 2003  | Пульсирующие ледники                                               | Владимир Котляков — гляциолог, Лев Десинов — гляциолог | геология                  |
| 308             | 22 октября 2003  | Феномен марганца                                                   | Елена Базилевская — геолог, Азарий Баренбаум — физик | геология                  |
| 309             | 23 октября 2003  | Культурный ландшафт                                                | Владимир Каганский — географ | география                 |
| 310             | 28 октября 2003  | Нейрональная пластичность                                          | Алексей Семьянов — нейробиолог | нейробиология             |
| 311             | 29 октября 2003  | Эктоны                                                             | академик РАН Геннадий Месяц | физика                    |
| 312             | 30 октября 2003  | Три кризиса Розанова                                               | Виктор Сукач — историк |                           |
| 313             | 4 ноября 2003    | Число, время, свет                                                 | Владимир Кассандров — физик | физика, философия         |
| 314             | 5 ноября 2003    | Антропный принцип                                                  | Вадим Казютинский — философ, Андрей Павленко — философ | философия                 |
| 315             | 6 ноября 2003    | Учение Христа                                                      | Георгий Чистяков — священник, Анна Шмаина-Великанова — религиовед | религия                   |
| 316             | 11 ноября 2003   | Биокосмические «часы» археологии                                   | Евгений Черных — историк | история                   |
| 317             | 12 ноября 2003   | Палеонасекомые                                                     | Александр Расницын — палеонтолог, Кирилл Еськов — палеонтолог | биология, палеонтология   |
| 318             | 13 ноября 2003   | Философские основания физики                                       | Владимир Буданов — физик, философ, Владимир Аршинов — физик, философ | физика, философия         |
| 319             | 18 ноября 2003   | Биотический круговорот                                             | член-корр. РАН Владимир Малахов | биология, эволюция        |
| 320             | 19 ноября 2003   | Турбулентность                                                     | академик РАН, д. ф.-м. н. Владимир Захаров — физик и поэт | физика                    |
| 321             | 20 ноября 2003   | Бабочки                                                            | д. ф.-м. н. Владимир Мурзин — физик, к. б. н. Олег Горбунов — биолог | биология, энтомология     |
| 322             | 26 ноября 2003   | Механизмы адаптации у животных                                     | Валентин Пажетнов — биолог, Инга Полетаева — биолог | биология, зоология        |
| 323             | 27 ноября 2003   | Микроквазары                                                       | Сергей Фабрика — астрофизик, Валерий Сулейманов — астрофизик | астрономия                |
| 324             | 2 декабря 2003   | Эгоизм и альтруизм нейрона                                         | Константин Анохин — нейрофизиолог, Юрий Александров — психолог | биология, нейробиология   |
| 325             | 3 декабря 2003   | Межзвёздные радиопослания                                          | Лилия Филиппова — астроном, Александр Зайцев — астроном | астрономия                |
| 326             | 4 декабря 2003   | Биорегуляция сообществ                                             | Александр Исаев — академик РАН, Сергей Остроумов — биолог | биология, экология        |
| 327             | 9 декабря 2003   | Теория асимметрии мозга                                            | Виген Геодакян | биология, нейробиология   |
| 328             | 10 декабря 2003  | Современная палеонтология (Микроорганизмы в марсианском метеорите) | член-корр. РАН Алексей Розанов — палеонтолог | биология, палеонтология   |
| 329             | 11 декабря 2003  | Биосемиотика                                                       | Сергей Чебанов — филолог, Александр Седов — биолог | биология                  |
| 330             | 16 декабря 2003  | Геном человека                                                     | Николай Янковский — генетик, Владислав Баранов — генетик | биология, генетика        |
| 331             | 17 декабря 2003  | Истоки мышления и сознания                                         | Зоя Зорина — биолог, Анна Смирнова — биолог | биология, эволюция        |
| 332             | 18 декабря 2003  | Новая антропология                                                 | Сергей Хоружий — физик, философ | философия                 |
| 333             | 23 декабря 2003  | Цивилизационные кризисы                                            | Андрей Коротаев — историк, Акоп Назаретян — философ, психолог |                           |
| 334             | 24 декабря 2003  | Структура научных революций                                        | академик РАН Вячеслав Степин |                           |
| 335             | 25 декабря 2003  | Душа (Связь духа с душой и телом)                                  | д. псх. н. Владимир Зинченко |                           |
| 336             | 1 марта 2004     | Финальный выпуск                                                   | | *спецвыпуск*              |

Список используемых сокращений в учёных степенях и званиях:
- член-корр. — член-корреспондент,
- РАН — Российская академия наук,
- РАМН — Российская академия медицинских наук,
- д. б. н. — доктор биологических наук,
- к. б. н. — кандидат биологических наук,
- д. бог. — доктор богословия,
- к. бог. — кандидат богословия,
- д. г. н. — доктор географических наук,
- к. г. н. — кандидат географических наук,
- д. г.-м. н. — доктор геолого-минералогических наук,
- к. г.-м. н. — кандидат геолого-минералогических наук,
- д. иск. — доктор искусствоведения,
- к. иск. — кандидат искусствоведения,
- д. и. н. — доктор исторических наук,
- к. и. н. — кандидат исторических наук,
- д. кул. — доктор культурологии,
- к. кул. — кандидат культурологии,
- д. м. н. — доктор медицинских наук,
- к. м. н. — кандидат медицинских наук,
- д. пол. н. — доктор политических наук,
- к. пол. н. — кандидат политических наук,
- д. псх. н. — доктор психологических наук,
- к. псх. н. — кандидат психологических наук,
- д. соц. н. — доктор социологических наук,
- к. соц. н. — кандидат социологических наук,
- д. т. н. — доктор технических наук,
- к. т. н. — кандидат технических наук,
- д. ф.-м. н. — доктор физико-математических наук,
- к. ф.-м. н. — кандидат физико-математических наук,
- д. фил. н. — доктор филологических наук,
- к. фил. н. — кандидат филологических наук,
- д. ф. н. — доктор философских наук,
- к. ф. н. — кандидат философских наук,
- д. х. н. — доктор химических наук,
- к. х. н. — кандидат химических наук,
- д. э. н. — доктор экономических наук,
- к. э. н. — кандидат экономических наук,
- д. ю. н. — доктор юридических наук,
- к. ю. н. — кандидат юридических наук.